# Charvein
Charvein est un village de la commune de Mana situé dans l'Arrondissement de Saint-Laurent-du-Maroni en Guyane. Charvein était l'emplacement du Camp Charvein, l'un des camps les plus notoires du Bagne de Saint-Laurent-du-Maroni. De 1989 à 1992, Charvein était le lieu d'un camp de réfugiés surinamais.

## Géographie

### Climat
Charvein a un climat forêt tropicale humide (Classification de Köppen Af). La température annuelle moyenne à Charvein est de 26,7 °C (80,1 °F). Les précipitations annuelles moyennes sont de 2 837,8 mm (111,72 in), mai étant le mois le plus humide. Les températures sont en moyenne les plus élevées en octobre, autour de 27,8 °C (82,0 °F), et les plus basses en janvier, autour de 25,7 °C (25,7 °C). La température la plus élevée jamais enregistrée à Charvein était de 37,7 °C (99,9 °F) le 12 septembre 1987 ; la température la plus froide jamais enregistrée était de 16,9 °C (62,4 °F) le 1er janvier 2018.

## Histoire
Charvein a commencé comme un petit village dans la forêt où une scierie a été construite. En 1895, un sous-camp de la colonie pénitentiaire de Saint-Laurent est ouvert pour les « incorrigibles », les pires prisonniers. Familièrement le camp était connu sous le nom de « camp de la mort", en raison du taux de mortalité épouvantable, et était décrit comme l'un des pires camps,,.
Les prisonniers devaient travailler nus,, dans une forêt infestée de moustiques, et devaient fabriquer 50 planches par jour. Les gardes étaient connus pour leur brutalité et les maladies étaient endémiques. En 1903, le camp fut inspecté par Liontel, procureur général de la Guyane française, qui a retiré les prisonniers des chaînes à deux personnes, Liontel a rédigé un rapport à ses supérieurs sur les brutalités et les meurtres survenus au camp. Son indignation a été ignorée.

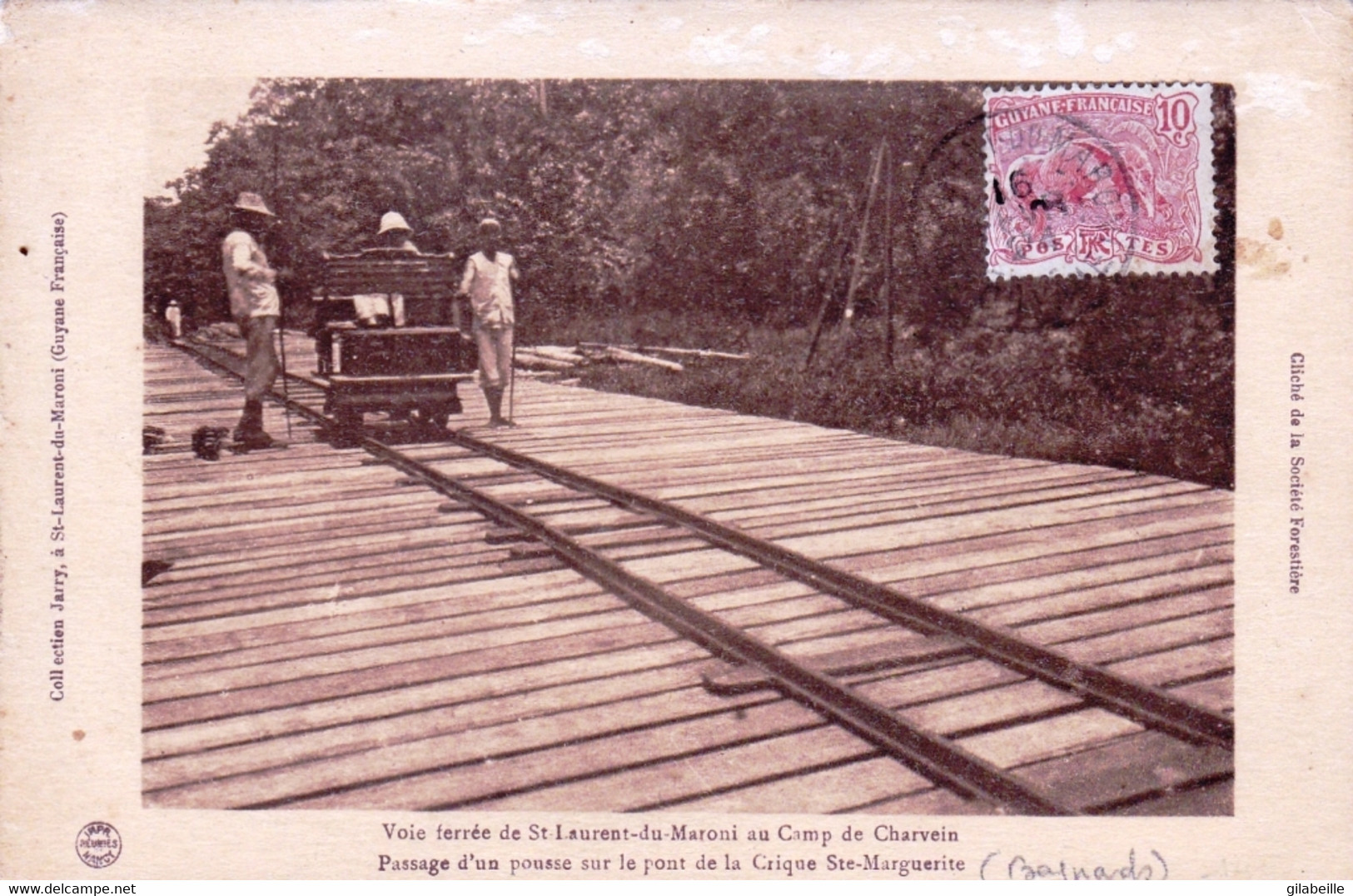
La ligne de chemin de fer vers Charvein près de la Crique Ste-Marguerite.

Un chemin de fer de Decauville de 22 kilomètres a été construit entre Saint-Laurent-du-Maroni et Charvein pour permettre l'accès à la scierie et au camp de prisonniers.
En 1925, le camp des « incorrigibles » ferme et Charvein est transformé en camp de prisonniers agricoles. Le 17 juin 1938, le bagne ferme définitivement.

## Réfugiés du Suriname
La Guerre civile du Suriname, qui s'est déroulée entre 1986 et 1992, a poussé les réfugiés à traverser la frontière entre le Suriname et la Guyane française. En 1989, un camp a été construit à proximité du village pour accueillir les réfugiés. À l’origine, le camp abritait 1 063 réfugiés. Le camp de réfugiés a été démantelé en 1992.

## Situation actuelle
Charvein est principalement habitée par d'anciens réfugiés surinamais. Le village est situé sur la route de Saint-Laurent-du-Maroni à Mana, et au point de départ de la route vers l’Acarouany et Javouhey . Le long de la route, des petites boutiques et échoppes ont été construites. En 2012, le bureau de poste a rouvert après les protestations des villageois et un commissariat a été construit dans le village.
Le 12 novembre 2020, la route principale a été bloquée en signe de protestation. Les enfants du village doivent utiliser le bus pour se rendre à l'école et payer à l'avance, mais en raison du manque de personnel et de la Pandémie du COVID-19, le bus a été totalement annulé. Le maire a cédé aux revendications, le service de bus sera rétabli, et les personnes seront remboursées.